# EGN Entsorgungsgesellschaft Niederrhein
Die EGN Entsorgungsgesellschaft Niederrhein mbH (vormals Trienekens AG) ist ein Entsorgungsunternehmen mit Sitz in Viersen. Insgesamt betreibt das Unternehmen 18 Standorte am gesamten Niederrhein sowie darüber hinaus – auch beispielsweise in Köln und dem Kreis Düren befinden sich Logistikstandorte. Die EGN ist eine 100%ige Tochtergesellschaft der SWK Stadtwerke Krefeld.

## Tätigkeiten
EGN bietet, teilweise auch über Beteiligungen, Entsorgungsdienstleistungen für gewerbliche und private Kunden an. So gehört beispielsweise der deutschlandweit aktive Containerdienst Curanto zum Unternehmen und die Vermietung von mobilen Toiletten z. B. für Baustellen und Events aber auch Bürocontainern wird angeboten. Auch das Recycling von Kunststoffen, Baumaterialien und weiteren Stoffen sind im Unternehmensverbund abgedeckt. Europaweit im Einsatz ist außerdem die „EGN Dusch-Truck“-Flotte mit drei als Großraumduschen umgebauten Sattelzügen.
Auch für die Sammlung von Mülltonnen und gelben Säcken ist die EGN in den Kommunen Neuss, Viersen, Mönchengladbach, Dormagen, Düren, Köln und Krefeld zuständig.

## Geschichte
Die Vermarktung von Stroh als Rohstoff für die Papierindustrie war die erste Tätigkeit des Firmengründers Mathias Trienekens im Jahr 1923. Mit dem Einstieg in die staubfreie Hausmüllabfuhr legte er 1954 den Grundstein für die Arbeit der heutigen EGN. 1968 wurde das Unternehmen von Hellmut Trienekens übernommen. Kommunalaufträge für Sammlung und Transport bestimmten die Dienstleistungen der 1970er Jahre, in denen auch Deponien und ein Labor zur Umwelt- und Abfallanalytik entstanden.
1981 nahm das Unternehmen die erste Rohstoff-Rückgewinnungsanlage in Neuss in Betrieb. Sie war damals die modernste Anlage ihrer Art in Europa. 1989 beteiligt sich RWE an der damaligen Trienekens Entsorgung GmbH. 1995 entwickelte und baute das Unternehmen die erste großtechnischen Anlage zur mechanisch-biologischen Restabfallbehandlung in Düren. Trienekens war in dieser Zeit an mehreren Bestechungs- und Untreueskandalen in Köln beteiligt.
2002 endete mit der vollständigen Übernahme der Trienekens AG durch die RWE Umwelt AG die fast 80-jährige Trienekens-Ära. Im Jahr 2005 erwarb die SWK Stadtwerke Krefeld das Unternehmen, das bis zu diesem Zeitpunkt unter RWE Umwelt West GmbH firmierte.